# Blackburn Ripon
Die Blackburn T.5 Ripon war ein zweisitziger trägergestützter Aufklärer und Torpedobomber der britischen Marineflieger, die während der Einsatzzeit der Maschine von 1929 bis 1935 noch ein Teil der Royal Air Force waren.
Eine Maschine wurde nach Finnland verkauft, wo weitere 25 unter Lizenz gefertigt wurden. Diese Maschinen blieben bis 1944 im Winterkrieg und im Fortsetzungskrieg im Einsatz. Eine der finnischen Maschinen blieb erhalten.

## Entwicklung derBlackburn Ripon
Die Blackburn Ripon wurde entworfen, um die einsitzigen Blackburn-Dart-Torpedobomber in den Einheiten der britischen Flugzeugträger zu ersetzen. Das britische Luftfahrtministerium forderte mit der Spezifikation 21/23 eine Maschine, die auch Aufgaben der Langstrecken-Aufklärung übernehmen sollte und forderte dazu eine zweiköpfige Besatzung.
Der Erstflug des Prototyps N203 der Blackburn Ripon mit Landfahrwerk fand am 17. April 1926 statt. Am 26. August des gleichen Jahres flog auch der 2. Prototyp N204 als Schwimmerversion des Typs.
Bei den Vergleichstests zeigte sich, dass die Mitbewerber Handley Page Harrow und Avro Buffalo nicht befriedigten, aber auch die Ripon genügte den Forderungen nicht und musste weiter verbessert werden. Verlangt wurde eine geänderte Installation des Antriebs, etwas stärker gepfeilte Tragflächen und ein verbessertes Leitwerk. Nach diesen Verbesserungen in einem neuen Prototyp N231 wurde die aus der Dart entwickelte Ripon Mk.II akzeptiert und ein Produktionsauftrag nach der Beschreibung 2/29 erteilt, dem weitere mit erneuten Änderungswünschen folgten. Das Flugzeug war sehr konventionell konstruiert: es handelte sich weiterhin um einen weitgehend aus Holz gebauten Doppeldecker mit offenem Cockpit, Reihenmotor und starrem Fahrwerk.
Erst bei der Ripon Mk.IIc wurde das Holztragwerk durch ein solches aus Stahl und Duraluminium ersetzt.
Die Marineluftwaffe, damals noch Teil der Royal Air Force, erhielt folgende Versionen:
T.5 Ripon Mk.I
mit einem 465 PS-Napier Lion V-Motor ausgerüstet, zwei Prototypen 1926
T.5 Ripon Mk.II
erste Serienversion mit Lion XI-Motoren ausgerüstet; 21 Maschinen zwischen November 1927 und Januar 1929 bestellt.
T.5 Ripon Mk.IIa
Serienversion und 570 PS (347 kW) Lion XIA-Motoren ausgerüstet, Flügel mit Metallgerippe, jetzt mit einem starren MG nach vorn; 40 Maschinen 1930 in zwei Losen bestellt. S1268 und S1468 mit Schwimmern getestet
T.5 Ripon Mk.IIc
zweite Serienversion mit Lion XI-Motoren ausgerüstet, Metallflügelholm; 31 Maschinen und Umbauten einiger älterer Versionen.
T.5 Ripon Mk.III
einzelner Prototyp S1272 mit Lion XI in verlängerter Nase, Rumpf mit Metallgerippe, neuen Flügelspitzen und neuem Leitwerk; 1928 bestellt, Januar 1930 Erstflug
B.4 Ripon Mk.IV
einzelner Prototyp 1932 mit Armstrong-Siddeley-Tiger-Doppelsternmotor.
B.5 Ripon Mk.V
einzelner Prototyp 1932 mit 565 PS-Bristol-Pegasus-Sternmotor; Prototyp des Nachfolgemodells Blackburn Baffin

## Einsatz bei der britischen Flottenluftwaffe
Seit dem 1. April 1923 organisierte die Royal Air Force ihre für den Kampf über See vorgesehenen Einheiten in speziellen Flights (Schwarm) für den Einsatz von Flugzeugträgern. Ende 1928 bestanden fünf „Fleet Torpedo Flight“s (460 bis 464), die mit je sechs Blackburn Dart als Einsatzflugzeugen ausgerüstet waren.

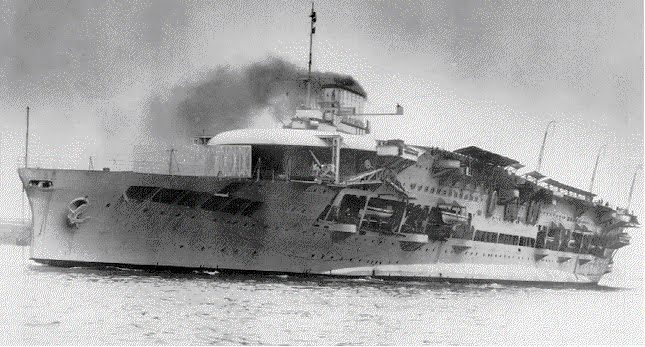
Die Glorious

Der Flight 462 der Furious erhielt als erste Einheit im Februar 1929 für die Dart die neue Blackburn Ripon Mk.II, dem zum Jahreswechsel der auf demselben Träger eingesetzte Flight 461 folgte. Im Mai 1930 wechselten beide Einheiten auf die nach ihrem Umbau zum Flugzeugträger gerade in Dienst gestellte Glorious, während der Furious ein weiterer Umbau bevorstand. Die beiden Flights bildeten am 3. März 1933, inzwischen mit neueren Ripon Mk.IIc ausgestattet, die neue Torpedobomberstaffel 812, als die RAF die Organisationsstruktur ihrer Einheiten für die Flugzeugträger änderte. Die neue Staffel befand sich mit der Glorious bei der Mittelmeerflotte zusammen mit den Staffeln 802 mit Hawker Nimrod- und Osprey-Jagdflugzeugen und 823 mit Fairey IIIF-Aufklärern.

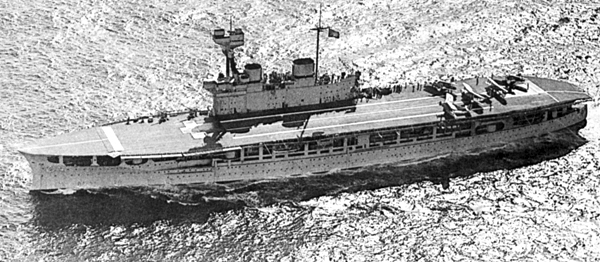
Die Eagle

Im November 1930 erhielt dann auch der Flight 460 auf der Eagle die Blackburn Ripon Mk.II. Am 8. Januar 1931 verließ der Flugzeugträger Malta, um anlässlich der erstmals im Ausland durchgeführten „British Empire Trade Exhibition“ britische Flugzeuge vorzuführen. Die Ausstellung in Buenos Aires eröffnete am 14. März der Prince of Wales, dessen De Havilland DH.80 Puss Moth auch auf dem Träger transportiert wurde. Die Eagle hatte einen zusätzlichen Flight mit neuen Maschinen an Bord, wie den Hawker-Jagdflugzeugen Nimrod und Osprey, dem Prototyp des neuen Aufklärers Fairey Seal und eine weitere Ripon. Ob neben dem Flight 460 auch die drei anderen Flights des Trägers (402 mit Fairey Flycatcher-Jagdflugzeugen sowie 440 und 448 mit Fairey IIIF-Aufklärern) an Bord blieben, ist unklar. Der special Flight und die Maschinen des Trägers machten Demonstrationsflüge nicht nur in Buenos Aires, sondern auf der Rückreise auch in Montevideo und Rio de Janeiro. Die Eagle kehrte dann ins Mittelmeer zurück und gab den Flight 460 im Mai 1931 an die HMS Glorious ab, die so über drei Torpedobomber-Einheiten verfügte.
Im März und April 1931 waren schon zwei Flights mit Blackburn Ripon Mk.IIc neu aufgestellt worden: 465 und 466 waren beide für die HMS Furious bestimmt, die im Mai nach einer Überholung wieder in Dienst kam und im November 1931 als zweiter Träger zur Home Fleet trat. Auch diese beiden Flights wurden dann im April 1933 zu einer Staffel (811) verschmolzen.

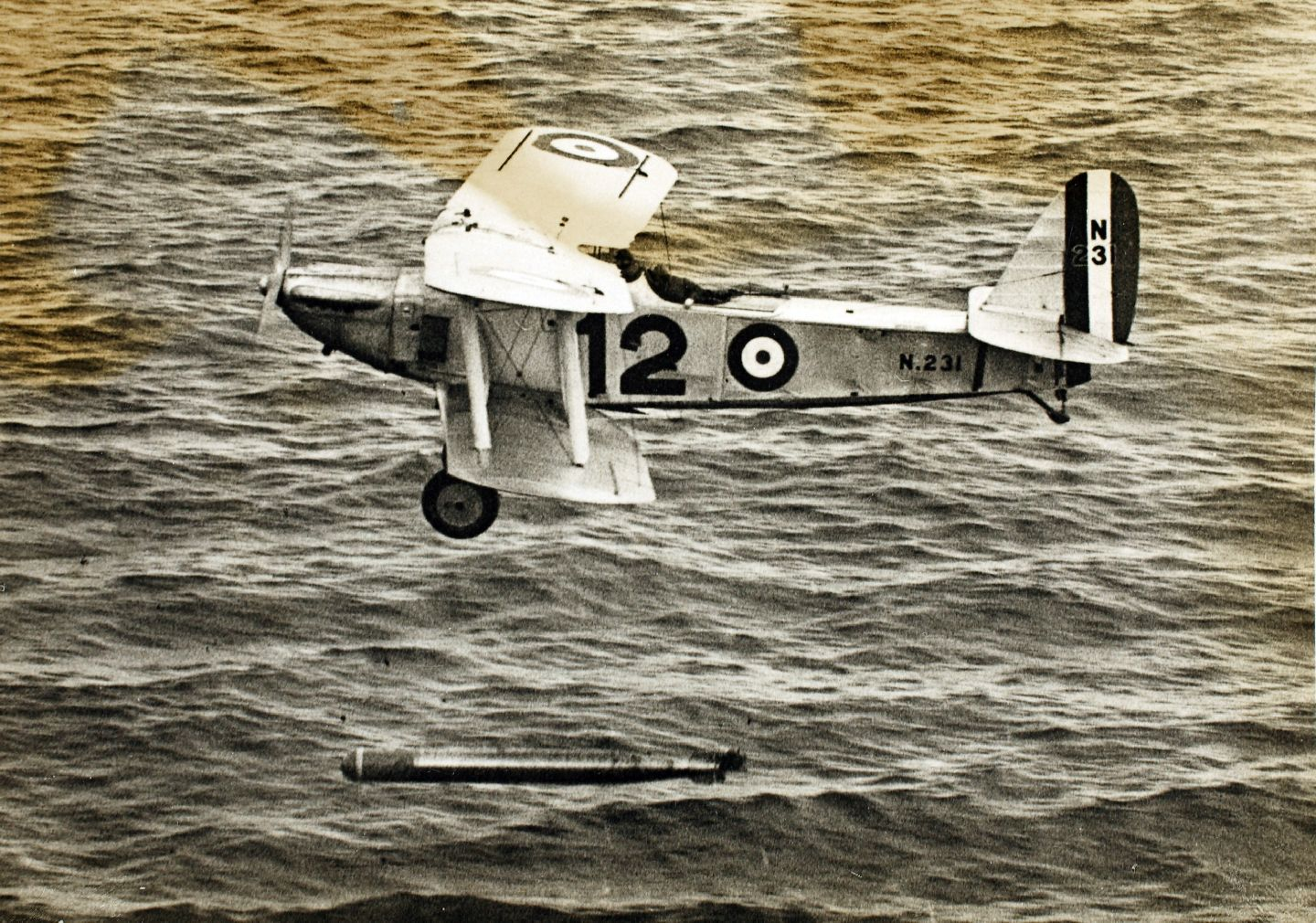
Torpedoabwurf einer Blackburn Ripon

Im November 1932 reduzierte sich die Zahl der Ripon auf den Trägern, als 460 auf der Glorious die Torpedobomber gegen Fairey IIIF-Aufklärer eintauschte. Im September 1933 tauschte dann die immer noch mit Blackburn Dart ausgerüstete Torpedobomberstaffel 810 auf der Courageous einen Teil ihrer Maschinen gegen Blackburn Ripon Mk.IIc ein, ohne je vollständig umzurüsten. Im Sommer 1934 wurde die Staffel als zweite Einheit mit dem Nachfolgemodell Blackburn Baffin ausgestattet. Zuvor hatte die Staffel 812 der Glorious schon im Januar 1934 in Hal Far auf Malta den neuen Einsatztyp erhalten. Die Staffel 811 der Furious gab als letzte Staffel im Januar 1935 ihre Ripons ab und erhielt neue Baffins.
So endete die die Einsatzzeit der Blackburn Ripon bei den Staffeln der 1. Linie nach sechs Jahren.

## In finnischen Diensten
Entgegen den Erwartungen des Herstellers, insbesondere nach der Südamerika-Reise der Eagle, konnte das Modell nur an Finnland verkauft werden und wurde dort auch in Lizenz gefertigt.
T.5 Ripon Mk.IIF
Musterflugzeug für die finnische Luftwaffe, getestet mit Armstrong-Siddeley Panther und von Gnome-Rhone gebautem Bristol-Jupiter-Sternmotor. 25 Lizenzbauten.
Nach anfänglichen Schwierigkeiten produzierte die Staatliche Finnische Flugzeugfabrik Valtion lentokonetehdas drei Serien von sieben, acht und zehn Maschinen bis 1934. Die größten Schwierigkeiten bestanden in der Auswahl eines geeigneten Triebwerks. Die im September 1929 gelieferte Mustermaschine RI 121 hatte einen Bristol Jupiter VI von 530 PS.

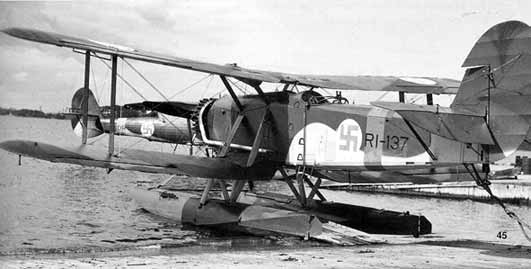
Blackburn Ripon RI-137

Die erste Serie (RI 129-RI 135) wurde daher mit Gnome-Rhone-Jupiter VI-Lizenzbauten ausgerüstet, die aber nur 480 PS leisteten und sich nicht bewährten. Die zweite bis vierte Maschine erhielten daher zu Testzwecken andere Triebwerke, wie einen 575 PS-Wright Cyclone, einen 535 PS-Armstrong-Siddeley Panther und einen 525 PS BMW 132 A Hornet.
Die zweite Serie (RI 136-RI 143) wurde dann mit den Armstrong-Siddeley Panther-Doppelsternmotoren ausgestattet. Bei der dritten Serie (RI 150-RI 159) fand ein erneuter Triebwerkwechsel statt. Diese Maschinen erhielten 580 PS-Bristol Pegasus IIM-Motoren, die bei Grundüberholungen zum Teil auch in ältere Maschinen eingebaut wurden. Die letzte finnische Ripon RI-159 wurde als einzige mit einem flüssigkeitsgekühlten 650 PS Hispano-Suiza 12 ausgestattet.
Die Maschinen wurden auch als Schwimmerflugzeuge genutzt. 1939 plante die finnische Luftwaffe den Ersatz der Maschinen durch zweimotorige Fokker T.VIII-W, zu dem es durch die Kriegsereignisse nicht kam.
Die finnische Ripons blieben im Winterkrieg 1939/40 und im Fortsetzungskrieg 1941/44 im Einsatz. Zu Beginn des Winterkriegs waren noch 21 Maschinen vorhanden. Neun Maschinen waren bei der Aufklärungs- und Bomberstaffel LeLv 16 und sechs Schwimmerflugzeuge bei der LeLv36 für die Seeaufklärung noch in erster Linie im Einsatz. Vier Maschinen gingen im Kriegsverlauf verloren, im Fortsetzungskrieg drei weitere. Zu dieser Zeit war lediglich bei der LeLv 6 (ex 36) die Ripon neben anderen Seeflugzeugen im Einsatz. Die übrigen Ripon´s kamen als Verbindungs- oder Sanitätsflugzeuge zum Einsatz. Im Verlauf des Krieges wurden fast alle Maschinen beschädigt und als nicht mehr reparaturwürdig ausgesondert. Die letzte Flug einer finnischen Ripon fand am 16. Februar 1945 durch RI-156 statt.

## Das Museumsflugzeug

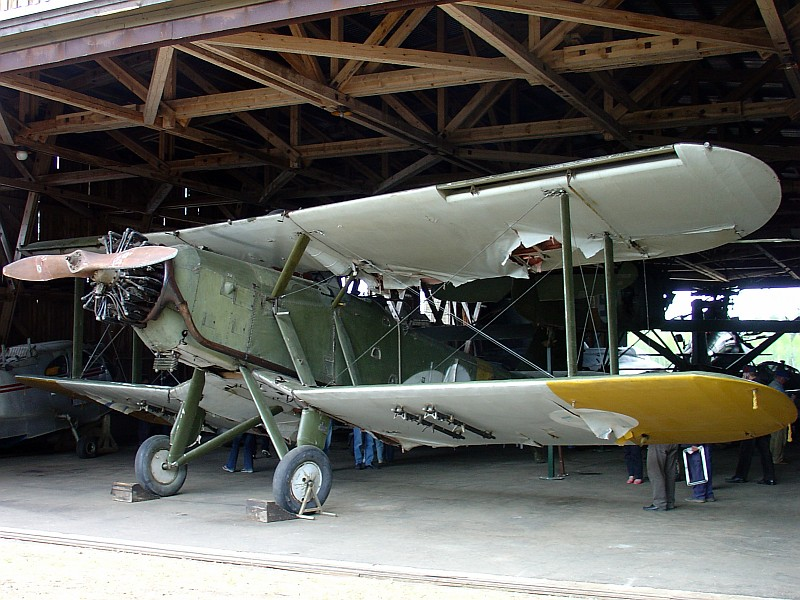
Blackburn Ripon RI-140

Eine Blackburn Ripon (Kennzeichen: RI-140) wurde vom Finnish Päijät-Häme Flugzeugmuseum in Lahti restauriert und am 19. Mai 2006 der Öffentlichkeit präsentiert.

Die RI-140 wurde als Maschine der zweiten Serie am 12. November 1931 ausgeliefert. Nach einer Notlandung am 1. November 1941 wurde sie wieder repariert und zu Überwachungsflügen über See eingesetzt. In schlechtem Zustand wurde sie am Ende August an das Airforce Depot abgegeben und nach 1261,5 Flugstunden gestrichen. Sie blieb aber im Depot und wurde ab 2005 überholt, um im Museum ausgestellt zu werden.

## Technische Daten
| Kenngröße             | Daten Blackburn Ripon IIA                             |
| --------------------- | ----------------------------------------------------- |
| Besatzung             | 2                                                     |
| Länge                 | 11,20 m                                               |
| Spannweite            | 13,67 m                                               |
| Flügelfläche          | 63,45 m²                                              |
| Höhe                  | 3,91 m                                                |
| Leermasse             | 1930 kg                                               |
| Startmasse            | 3359 kg                                               |
| Antrieb               | ein 12-Zylinder-Y-Motor Napier-Lion XIA mit 578 PS    |
| Höchstgeschwindigkeit | 203 km/h in Meereshöhe                                |
| max. Reichweite       | 1706 km                                               |
| Dienstgipfelhöhe      | 3050 m                                                |
| Bewaffnung            | zwei 7,7-mm-MG, bis zu 680 kg Bomben oder ein Torpedo |